# Рівень рентгенівського випромінення
Рівень рентгенівського випромінення (англ. X-ray level) — електронний стан атома, що виступає як початковий чи кінцевий стан процесу, що включає в себе абсорбцію або емісію рентгенівських променів. Він представляє багатоелектронний стан, який, у випадку чистих атомів, має сумарний кутовий момент (J = L + S), як точно визначене квантове число.